# Mitică Ragea
Mitică Ragea (n. 1 noiembrie 1963, Brănești)  este un fost jucător român de fotbal care a jucat pe postul de atacant la echipe și de Divizia A dar și de Divizia B, plus un an de Divizia C la începutul carierei de fotbalist, după retragere a rămas la Galați să se ocupe de următoarele generații de fotbaliști.  

## Activitate
- Victoria Tecuci (1985-1986)
- Dunărea CSU Galați (1985-1986)
- Dunărea CSU Galați (1986-1987)
- Oțelul Galați (1989-1990)
- Oțelul Galați (1990-1991)
- Oțelul Galați (1991-1992)
- Oțelul Galați (1992-1993)
- FC Argeș Pitești (1993-1994)
- FC Argeș Pitești (1994-1995)
- Dunărea Galați (1995-1996)
- Dunărea Galați (1996-1997)
- Dunărea Galați (1997-1998)